# Hronovce
Hronovce este o comună slovacă, aflată în districtul Levice din regiunea Nitra. Localitatea se află la altitudinea de 131 m deasupra n.m., se întinde pe o suprafață de 30,96 km2 și în 2017 număra 1.473 de locuitori.

## Istoric
Localitatea Hronovce este atestată documentar din 1256.

## Demografie
| An:                | 1994 | 2004   | 2014   | 2024   |
| ------------------ | ---- | ------ | ------ | ------ |
| Număr de persoane: | 1480 | 1520   | 1473   | 1451   |
| Diferență:         |      | +2,70% | −3,09% | −1,49% |

| An:                | 2023 | 2024   |
| ------------------ | ---- | ------ |
| Număr de persoane: | 1446 | 1451   |
| Diferență:         |      | +0,34% |